# Josef Jaroslav Langer
Josef Jaroslav Langer (ur. 12 listopada 1806, Lázně Bohdaneč, zm. 28 kwietnia 1846, Lázně Bohdaneč) – czeski poeta i dziennikarz.
Ukończył gimnazjum w Hradcu Králové, a następnie w 1826 zaczął studia filozoficzne w Pradze, których jednak nie ukończył. W 1830 roku dostał policyjny nakaz opuszczenia Pragi.
Tworzył krakowiaki, które były wierszami inspirowanymi rytmiką tego polskiego tańca ludowego. W Krakováčkach znalazło się wiele polonizmów, co wiązało się z dużą bliskością języków oraz brakiem ustalonej normy języka czeskiego. Zbiór Langera liczył 56 utworów.
Był również jednym prekursorów nowoczeskiej humorystyki obok Jana Pravoslava Koubka oraz Františka Jaromíra Rubeša. Stworzył satyrę polityczną Den v Kocourkové (Dzień w Pikutkowie).